# Leśna (powiat żywiecki)
Leśna – wieś w Polsce położona w województwie śląskim, w powiecie żywieckim, w gminie Lipowa. 
Powierzchnia sołectwa wynosi 351 ha, a liczba ludności w 2020 osiągnęła 2162 osób, co daje gęstość zaludnienia równą 615,9 os./km². Położona jest w pd.-zach. części Kotliny Żywieckiej, wzdłuż potoku Leśna.

## Nazwa
Nazwę tej miejscowości wyjaśnia żywiecki wójt Andrzej Komoniecki w swym Dziejopisie Żywieckim:

"Leśna wieś, ta na miejskim gruncie zasadzona jest, gdyż tam na tym miejscu leśni miejscy pola swoje mieli, pilnując lasu naonczas nazwanego Kabatu miejskiego i domy swoje oni sobie najpierw zbudowali, poddawszy się pod farę radzichowską, iż im blisko do kościoła było chodzić niż przez las do miasta. Która od leśnych i od Leśnej rzeki nazwana, iż przez las miejski płynęła"

## Historia
Dokładna data założenia Leśnej nie jest znana. Prawdopodobnie powstała ona po roku 1448, kiedy to książę oświęcimski Przemysław potwierdził prawa miejskie Żywca i nadał miastu przyległe ziemie wraz z lasem Kabat. Wówczas na terenie dzisiejszej Leśnej osiedlili się pierwsi leśnicy dworscy. Urzędnicy ci, z racji swych funkcji kontrolnych, nie cieszyli się wśród ludności miejscowej popularnością. W I połowie XVI wieku las miejski Kabat w wyniku intensywnej eksploatacji przestał praktycznie istnieć.
Jak zanotował Andrzej Komoniecki, Leśna była wsią zarębną. W 1628 roku było w tej wsi 17 zarębników, a w 1672 roku liczyła 37 gospodarstw i 84 mieszkańców. Pod względem ilości gospodarstw była wówczas największą wsią zarębną w państwie żywieckim, natomiast pod względem powierzchni - jedną z najmniejszych.
W roku 1655 cześnik krakowski i zarazem starosta żywiecki Marcin Piegłowski zbudował folwark na gruncie chłopa Urbana Pawlusa. Do folwarku należały wsie Leśna i Zabłocie. Folwark ten nazwany był Szkołą Urzędniczą. Miał on charakter przejściowy i istniał do 1700 roku. Grunt pozostały po folwarku trzy lata później podzielono i sprzedano poddanym. Na terenie pofolwarcznym powstała wieś Nowa Leśna, która wraz se "Starą" Leśną weszła w skład klucza lipowskiego.
W latach 1975–1998 miejscowość administracyjnie należała do województwa bielskiego.

## Instytucje
- Kościół Rzymskokatolicki (parafia Świętego Michała Archanioła).
- Ochotnicza Straż Pożarna, założona w 1914 roku.
- Cmentarz komunalny.

- Szkoła Podstawowa im. Kornela Makuszyńskiego, założona w 1905 roku.

## Turystyka
- Aquapark Leśna[10]

## Sport
W miejscowości Leśna działa klub piłkarski LKS Leśna, który obecnie rywalizuje w rozgrywkach żywieckiej A-klasy. Największym osiągnięciem klubu są występy w Lidze Okręgowej w latach 2015–2018 (grupa Bielsko-Biała) oraz 2021–2023 (grupa śląska VI, Skoczów-Żywiec).